# Гезен
Гезен — дворянский род.
Определением Правительствующего Сената от 23 февраля 1856 г. утверждено постановление Московского дворянского депутатского собрания от 23 декабря 1855 г., о внесении в третью часть дворянской родословной книги коллежского советника Августа Матвеевича Гезен, по чину коллежского асессора, полученному им в 1842 г., вместе с женой Любовью Александровной и детьми: сыновьями Фёдором и Виктором и дочерью Елизаветой.

## Описание герба
Золотой щит разделён лазоревым крестом. В каждом углу по зелёному ясеневому листу.
Щит увенчан дворянским коронованным шлемом. Нашлемник: золотая сова с червлёными глазами, клювом и когтями, держит в когтях две зеленые ясеневые ветки. Намёт: лазоревый с золотом. Девиз: «O Crux ave spes unica» лазоревыми буквами на золотой ленте (Герб. XIII, 109).